# Jack Keller
John Alton Claude « Jack » Keller  (né le 23 novembre 1911 et mort le 3 juin 1978 à Columbus dans l'Ohio) est un athlète américain, spécialiste du 110 m haies.

## Biographie
Le 16 juillet 1932, à Palo Alto, Jack Keller égale le record du monde du 110 mètres haies de 14 s 4 co-détenu par le Suédois Eric Wennström, le Finlandais Bengt Sjöstedt et l'Américain Percy Beard. Ce record sera égalé par la suite par George Saling et John Morriss.
Il se classe quatrième du 110 m haies lors des Jeux olympiques de 1932, à Los Angeles.